# Jānis Goldmanis

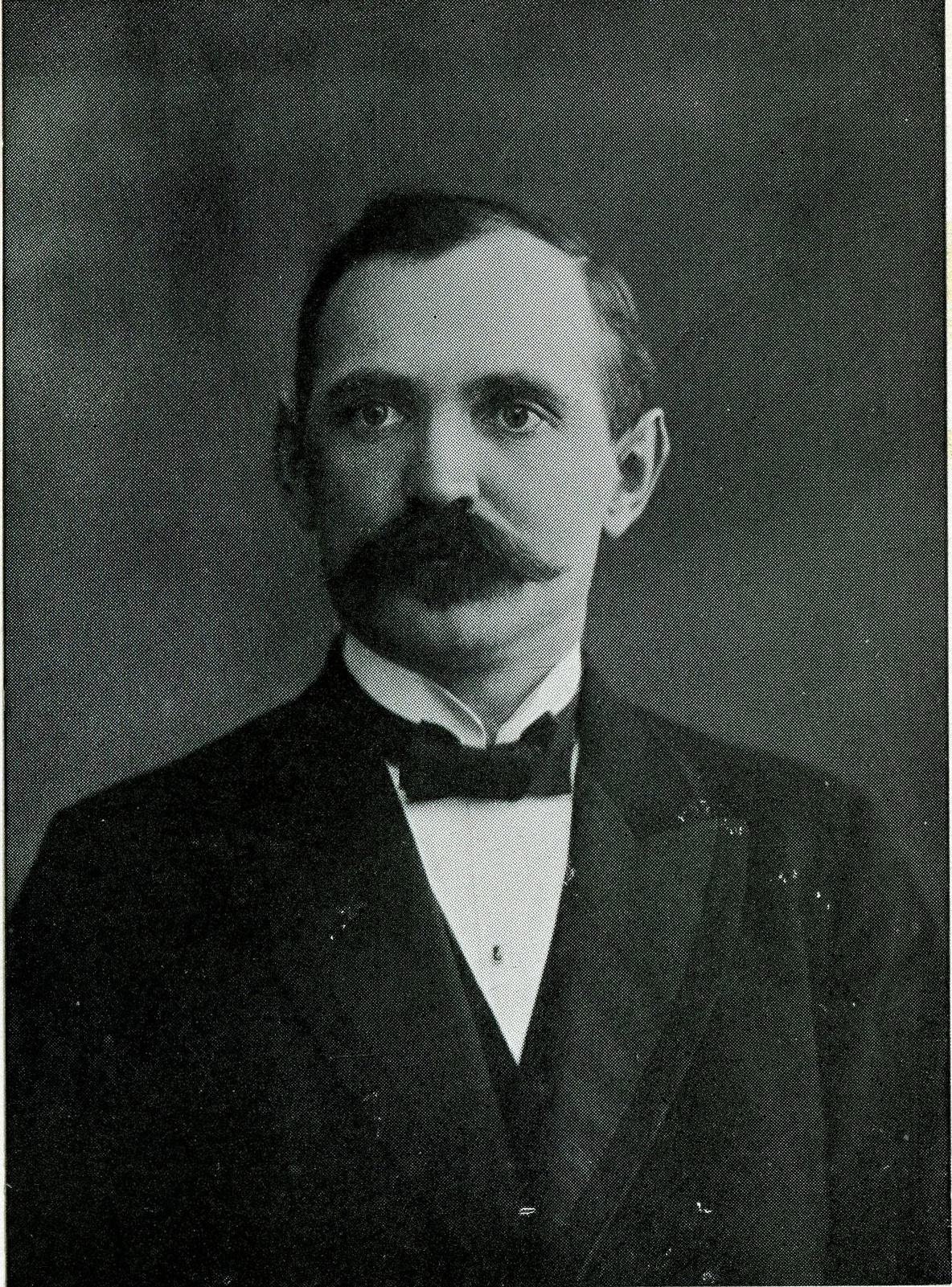
Jānis Goldmanis

Jānis Goldmanis (* 11. September 1875 in Līve, Kreis Bauskas, Gouvernement Kurland, Russisches Kaiserreich; † 18. November 1955 in South Bend, Indiana) war ein lettischer Politiker der Latviešu zemnieku savienība (LZS), der unter anderem von 1912 bis 1917 Abgeordneter der Russischen Staatsduma, einer der Organisatoren der Lettischen Schützenbataillone sowie Mitglied des Provisorischen Lettischen Nationalrats. Nach der Gründung der Republik Lettland war er von 1918 bis 1919 Landwirtschaftsminister, zwischen 1920 und 1922 Mitglied der Verfassunggebenden Versammlung und von 1920 bis 1921 Sicherheitsminister sowie von 1922 bis 1928 Abgeordneter des Saeima, des lettischen Parlaments. Er fungierte zudem zwischen 1925 und 1926 als Kriegsminister und war einer der Unterzeichner des Memorandums des Zentralrats Lettlands vom 17. März 1944.

## Leben
Jānis Goldmanis stammte aus eine Grund- und Immobilieneigentümerfamilie aus Līve und arbeitete nach dem Besuch der Stadtschule am Gericht von Baldone. 1896 gründete er die Landwirtschaftsgesellschaft von Baldone und war deren Vorsitzender, ehe er später als Rechnungsprüfer der Kreditgenossenschaft Jelgava tätig wae. 1906 wurde als Vertreter des Bezirks Bauska in die Kommission des Gouverneurs der Provinz Kurland zur Entwicklung der Reform der baltischen Provinzen gewählt und 1907 zudem Vertreter der Bauern des Gouvernements Kurland in der Sonderversammlung (Особое совещание) des provisorischen Generalgouverneurs des Baltikums, General Alexander Nikolajewitsch Möller-Sakomelski. Am 10. November 1912 wurde er zum Abgeordneten der Russischen Staatsduma gewählt, der er in der 4. Legislaturperiode (1912 bis 1917) angehörte und in der er sich der Progressiven Fraktion anschloss.
Nach Ausbruch des Ersten Weltkriegs arbeitete Goldmanis im Zentralkomitee für die Versorgung lettischer Flüchtlinge LBA (Latviešu bēgļu apgādāšanas), war Vorsitzender des Organisationskomitees des Lettischen Schützenbataillons und gab gemeinsam mit Jānis Zālītis den Slogan „Versammelt euch unter der lettischen Flagge!“ („Pulcējaties zem latviešu karogiem!“) heraus. Nach der Februarrevolution 1917 wurde er am 8. März 1917 zum Kommissar der russischen Provisorischen Regierung in Riga ernannt und nahm am 24. März 1917 an einer Sitzung zur ethnischen Aufteilung des Gouvernements Livland teil, die vom stellvertretenden Innenminister der Provisorischen Regierung, D. Schtschepkin, geleitet wurde. Am 5. April 1917 nahm er an einer Sitzung von Vertretern öffentlicher Organisationen in Riga teil, wo er über die Pläne der russischen Provisorischen Regierung zur Zukunft Lettlands berichtete. Auf seine Initiative hin wurde am 25. April 1917 die Kurländische Landversammlung (Kurzemes Zemes Sapulce) in Dorpat einberufen, die den Provisorischen Landrat von Kurland (Kurzemes Pagaidu Zemes Padome) wählte.
Im August 1918 wurde Jānis Goldmanis Abgeordneter des Staatsrates (Государственное совещание) in Moskau und am 3. Oktober 1917 für die Liste des Bauernbundes der Russischen Republik im Wahlbezirk „Vidzeme“ Mitglied des Provisorischen Rates der Russischen Republik (Временный совет Российской республики). Am 5. Januar 1918 verlas er als Abgeordneter vor der Allrussischen Verfassunggebenden Versammlung (Всероисское учредительное собрание), die im Taurischen Palais in Sankt Petersburg tagte, eine Erklärung zur Autonomie Lettlands. Er brachte dort die Meinung des Lettischen Provisorischen Nationalrats (Latviešu Pagaidu Nacionālā Padome) zum Ausdruck und erklärte: „Lettland ist ein autonomes Gebilde; seine Außenbeziehungen und seine innere Ordnung werden von der Verfassunggebenden Versammlung und einer Volksabstimmung bestimmt.“
Nach der Auflösung der Allrussischen Verfassunggebenden Versammlung kehrte Goldmanis in das deutsch besetzte Lettland zurück und war während des Lettischen Unabhängigkeitskrieges zwischen 1918 und 1920 Mitglied des Volksrates (Latvijas Tautas padome). Nach der Gründung der Republik Lettland am 18. November 1918 wurde er im ersten Kabinett von Ministerpräsident Kārlis Ulmanis, der ersten Provisorischen Regierung des Landes, als Nachfolger von Ulmanis am 21. Dezember 1918 Landwirtschaftsminister (Zemkopības ministrs) und bekleidete dieses Amt bis zum 13. Juli 1919. Er war des Weiteren zwischen dem 1. Mai 1920 und dem 7. November 1922 für die Republikanische Partei Mitglied der Verfassunggebenden Versammlung (Latvijas Satversmes sapulce). 1922 wurde er 1922 Abgeordneter des Saeima, des lettischen Parlaments, und gehörte diesem in der 1. und 2. Legislaturperiode bis 1928 an.
Als Nachfolger von Ēriks Mārtiņš Feldmanis übernahm er im Kabinett Ulmanis IV am 16. Dezember 1920 den Posten als Sicherheitsminister (Apsardzības ministrs) und bekleidete dieses Ministeramt bis zum 18. Juni 1921. Im Kabinett Ulmanis V fungierte er zudem zwischen dem 24. Dezember 1925 und dem 6. Mai 1926 als Kriegsminister (Kara ministrs). 1928 wurde er wegen illegaler Finanzgeschäfte und Korruption angeklagt. Während des Zweiten Weltkriegs und der deutschen Besetzung Lettlands (1941 bis 1945) war er einer von 189 lettischen Staatsbürgern, die am 17. März 1944 das Memorandum des Zentralrats Lettlands unterzeichneten, in dem die Wiederherstellung der Souveränität der Republik Lettland gefordert wurde. 1944 ging er nach Deutschland ins Exil und siedelte 1950 in die USA über, wo er am 18. November 1955 in South Bend, Indiana, starb.